# Blohm & Voss P.194
Blohm & Voss P 194 — немецкий проект штурмовика.

## История
P 194 был спроектирован для конкурса командования люфтваффе на новый штурмовик, тактический бомбардировщик, для замены Ju-87, в феврале 1944.
Проект был закрыт, ввиду принятия на вооружение Me-262, который предполагалось использовать в качестве тактического бомбардировщика.
Как и многие другие проекты Рихарда Фогта самолёт имел неправильную симметрию и напоминал по конструкции Blohm & Voss BV 141. Экипаж и вооружение находились в гондоле справа, а в фюзеляже находилась только двигательная установка. В отличие от предыдущих проектов, в кормовой части гондолы был размещён небольшой турбореактивный двигатель, тяга которого компенсировала асимметрию от работы основного двигателя.
В конструкции самолёта была велика доля комплектующих из стали. Для упрощения и унификации использовались узлы и детали предыдущих проектов — BV 155 и BV 237.